# Бейбиметъл
Бейбиметъл (на английски: Babymetal, стилизирано BABYMETAL) е японска момичешка метъл идол група. Състои се от трима членове : Сузука Накамото, позната като Су-метъл и Моа Кикучи, позната като Моаметъл, Момоко Оказаки, позната като Момо-метъл. Замисълът на групата е смесица между хевиметъл и японски идол жанрове. Трите тийнейджърки и групата им е ръководена от агенцията за таланти към компанията Амюз. Гласовете на момичетата са съпроводени от хевиметъл инструментали, изпълнени от групата Ками Бенд. Дебютният едноименен албум на триото е издаден през месец февруари 2014 година, а вторият албум, Metal Resistance, излиза на международния пазар на 1 април 2016 година.
На 01 април 2023 година е обявен новият член на групата Момо-метъл.

## История
Групата се сформира през 2010 г. като подразделение на момичешката идол група Сакура Гакуин, която се стреми да осъществи „смесица между метъл и идол музика“. Нито едно от трите момичета членове не знае какво е метъл музиката преди сформирането на групата.
Първото изпълнение на живо на Бейбиметъл е на 28 ноември 2010 г. на първия соло концерт на Сакура Гакуин. Първата песен, Doki Doki Morning, излиза на пазара през месец април 2011 година в албума на Сакура Гакуин Sakura Gakuin 2010 Nendo: Message. Групата заснема видеоклип към песента и през месец октомври 2011 г. издава DVD сингъл, предназначен за разпространение единствено по концерти. След като е качен в YouTube същия месец, към края на 2012 г. събира над един милион гледания. През юли 2011 Бейбиметъл пуска песента Ijime, Dame, Zettai на концерт на Сакура Гакуин, но по това време е изпълнявана единствено на живо. Първият видеоклип, Doki Doki Morning е пуснат в официалния YouTube канал на компанията Toy's Factory на 12 октомври 2011 година.
Първият CD сингъл на Бейбиметъл е съвместен проект между групата Kiba of Akiba, именуван Babymetal × Kiba of Akiba. Издаден от подлейбъл на Toy's Factory (Jūonbu Records) през март 2012 г., сингълът се изкачва до трето място на седмичните класации „Орикон“ за инди сингли и на първо място в седмичните класации на Tower Records Shibuya. През юли 2012 г. триото издава сингъла си Headbanger. Видеото към него е режисирано от Хиденобу Танабе. Следващия месец на същата година групата дебютира на японския фестивал Summer Sonic Festival. Тъй като по това време момичетата са на не повече от 12 години, те са най-младият състав, който участва на него.
През октомври 2018 г. третият член на групата,  Юи Мизуно (Юиметъл) напуска групата заради здравословното си състояние.

## Дискография
| - 2014 – Babymetal - 2016 – Metal Resistance - 2015 – Live at Budokan: Red Night - 2015 – Live at Budokan: Black Night - 2015 – Introducing Babymetal - 2013 – Live: Legend I, D, Z Apocalypse - 2014 – Live: Legend 1999 & 1997 Apocalypse - 2015 – Live at Budokan: Red Night & Black Night Apocalypse - 2015 – Live in London: Babymetal World Tour 2014 | - 2011 – Doki Doki Morning - 2012 – Babymetal× Kiba of Akiba - 2012 – Headbanger - 2013 – Ijime, Dame, Zettai - 2013 – Megitsune - 2015 – Road of Resistance - 2015 – Gimme Chocolate!! - 2016 – Karate - 2018 – Distortion - 2018 – Starlight - 2019 – Elevator Girl |

|  | Тази страница частично или изцяло представлява превод на страницата Babymetal в Уикипедия на английски. Оригиналният текст, както и този превод, са защитени от Лиценза „Криейтив Комънс – Признание – Споделяне на споделеното“, а за съдържание, създадено преди юни 2009 година – от Лиценза за свободна документация на ГНУ. Прегледайте историята на редакциите на оригиналната страница, както и на преводната страница, за да видите списъка на съавторите. ВАЖНО: Този шаблон се отнася единствено до авторските права върху съдържанието на статията. Добавянето му не отменя изискването да се посочват конкретни източници на твърденията, които да бъдат благонадеждни. |